# Psychiatrische Anstalt Loborgrad
Die Psychiatrische Anstalt Loborgrad oder Psychiatrische Anstalt Lobor-Grad, auch Psychiatrische Anstalt Lobor (kroatisch Doma za psihički bolesne odrasle osobe Lobor-grad) ist eine psychiatrische Anstalt für psychosomatische und psychische Erkrankungen in Lobor in Kroatien. Die Anstalt befindet sich im Schloss Loborgrad, dessen Bau die Familie Keglevich im 17. Jahrhundert begann.
Zwischen 1920 und 1923 diente das Schloss erstmals als Klinik. 1937 wurde es als Behandlungsstätte für psychosomatische und psychische Erkrankungen in Betrieb genommen. 1980 wurde sie ausgebaut, so dass ab diesem Zeitpunkt die Anstalt mehr Behandlungsmöglichkeiten für Patienten besaß, denn mit dem Neubau wurden Räumlichkeiten für die Behandlung geschaffen. 2002 erhielt die Anstalt ihren heutigen Namen.
Traurige Berühmtheit erhielt die Anstalt während des Zweiten Weltkriegs im damaligen faschistischen Unabhängigen Staat Kroatien (NDH), als es von den kroatischen Ustascha als KZ Loborgrad umfunktioniert wurde, dessen Gefangene hauptsächlich Serbinnen und Jüdinnen, darunter auch Schwangere, sowie deren Kinder und Säuglinge waren.
Bis heute erinnert nichts daran, dass in der Anstalt einst ein Frauen- und Kinderlager bestand. Auch auf der Website des Schlosses bzw. der Anstalt wird kaum Bezug auf das KZ und die dort verübten Verbrechen genommen.